# Willinakaqe
Willinakaqe („jižní napodobitel kachny“ (název z nářečí kmene Mapučů)) byl rod kachnozobého dinosaura, který žil zhruba před 72 miliony let (věk kampán až maastricht, období pozdní křídy) na území dnešní Jižní Ameriky (Argentina, provincie Río Negro).

## Historie
Tento druh je známý podle několika kosterních exemplářů, mezi nimi i koster juvenilních (nedospělých) jedinců. Druh W. salitralensis byl formálně popsán v roce 2010 týmem argentinských paleontologů, a to na základě fosilií, objevených na lokalitě Salitral Moreno v sedimentech souvrství Allen. Jedná se o jednoho z mála dosud známých kachnozobých dinosaurů z jižní polokoule.
V roce 2016 byla publikována studie, která revidovala fosilní materiál tohoto druhu a jejím závěrem je, že ve skutečnosti reprezentuje fosilie více různých druhů hadrosauridů. V tom případě by taxon W. salitralensis byl nomen vanum. Některé fosilní exempláře, původně přiřazené druhu W. salitralensis, byly roku 2017 popsány pod vlastním vědeckým jménem Bonapartesaurus rionegrensis.

## Rozměry
Willinakaqe patřil mezi poměrně velké kachnozobé dinosaury, v dospělosti dosahoval délky asi 9 metrů a hmotnosti kolem 2500 kilogramů. Podle jiných odhadů byl o trochu menší, při délce kolem 7 metrů dosahoval hmotnosti rovných 2000 kilogramů.

## Zařazení
Willinakaqe byl pravděpodobně zástupcem podčeledi Saurolophinae a tribu Kritosaurini. Jeho nejbližším vývojovým příbuzným byl rod Secernosaurus.